# Modèle d'amélioration de la maintenance du logiciel
Le modèle d'amélioration de la maintenance du logiciel est un guide des meilleures pratiques de la maintenance du logiciel. La version la plus récente S3M — Version 2 — a été rendue publique et publiée en 2006. 

## Description
Le modèle S3M a été créé par une équipe composée de chercheurs et d'industriels et est disponible gratuitement sur le site du WWW.S3M.ORG.
Le modèle S3M vise la petite maintenance. Pour le développement et les projets de maintenance, le CMMi est plus approprié. Pour améliorer les processus d'infrastructure et d'opération, l'ITIL est plus adapté. 
Le modèle S3M :
- donne des références aux modèles de références,
- couvre ISO 12207,
- couvre la norme internationale ISO 14764 de la maintenance du logiciel,
- couvre ISO 90003:2004,
- couvre les articles pertinents du CMMi,
- est conforme à la norme ISO 15504 (SPICE).